# St. Ägidius (Holzkirchhausen)

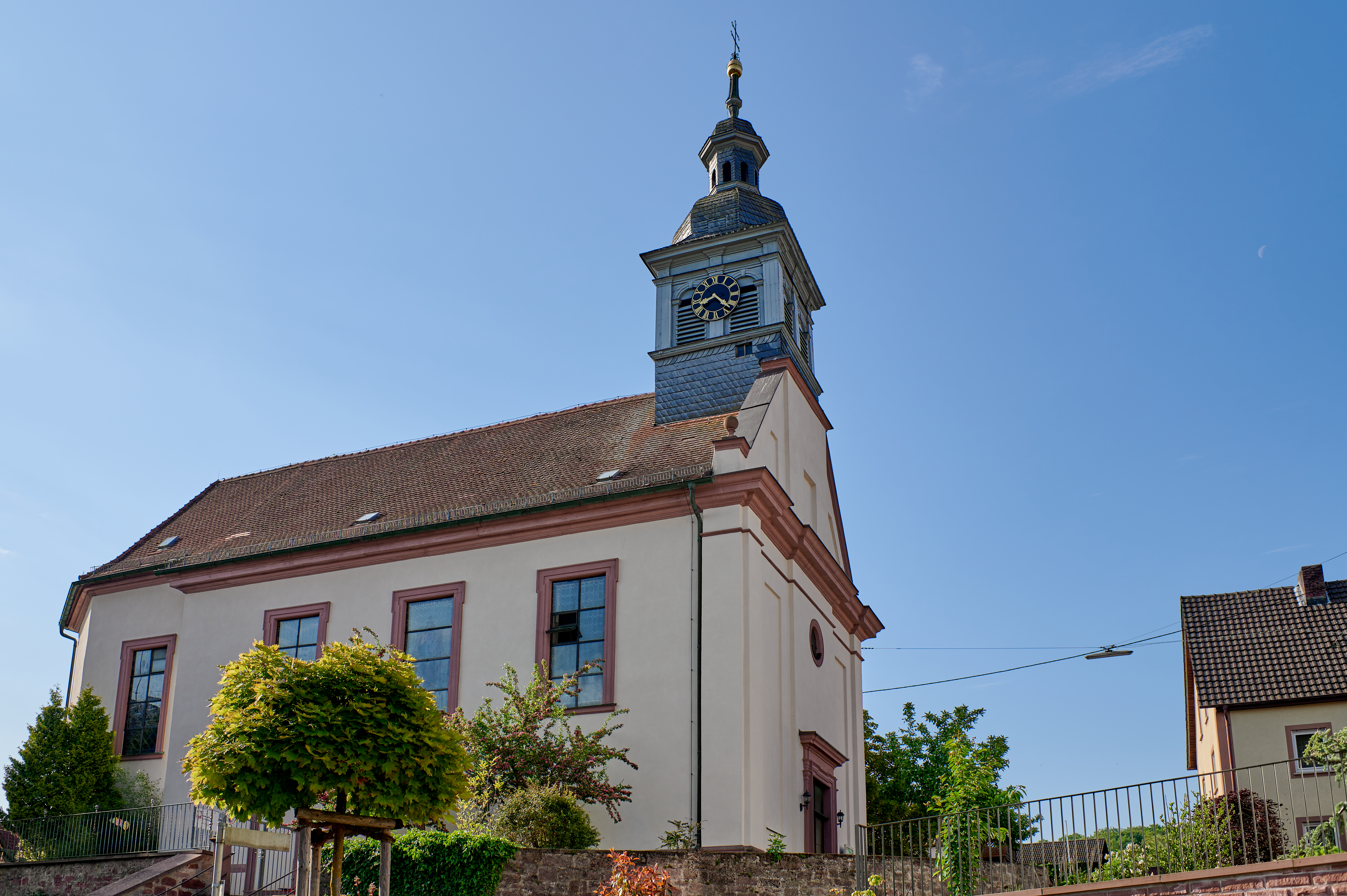
St. Ägidius in Holzkirchhausen

Die römisch-katholische, denkmalgeschützte Kuratiekirche St. Ägidius steht in Holzkirchhausen, einem Gemeindeteil der bayerischen Gemeinde Helmstadt im unterfränkischen Landkreis Würzburg. Das Bauwerk ist unter der Denkmalnummer D-6-79-144-33 als Baudenkmal in der Bayerischen Denkmalliste eingetragen. Die Kuratie gehört zur Pfarreiengemeinschaft Hl. Benedikt Zwischen Tauber und Main (Helmstadt) im Dekanat Würzburg links des Mains des Bistums Würzburg.

## Beschreibung

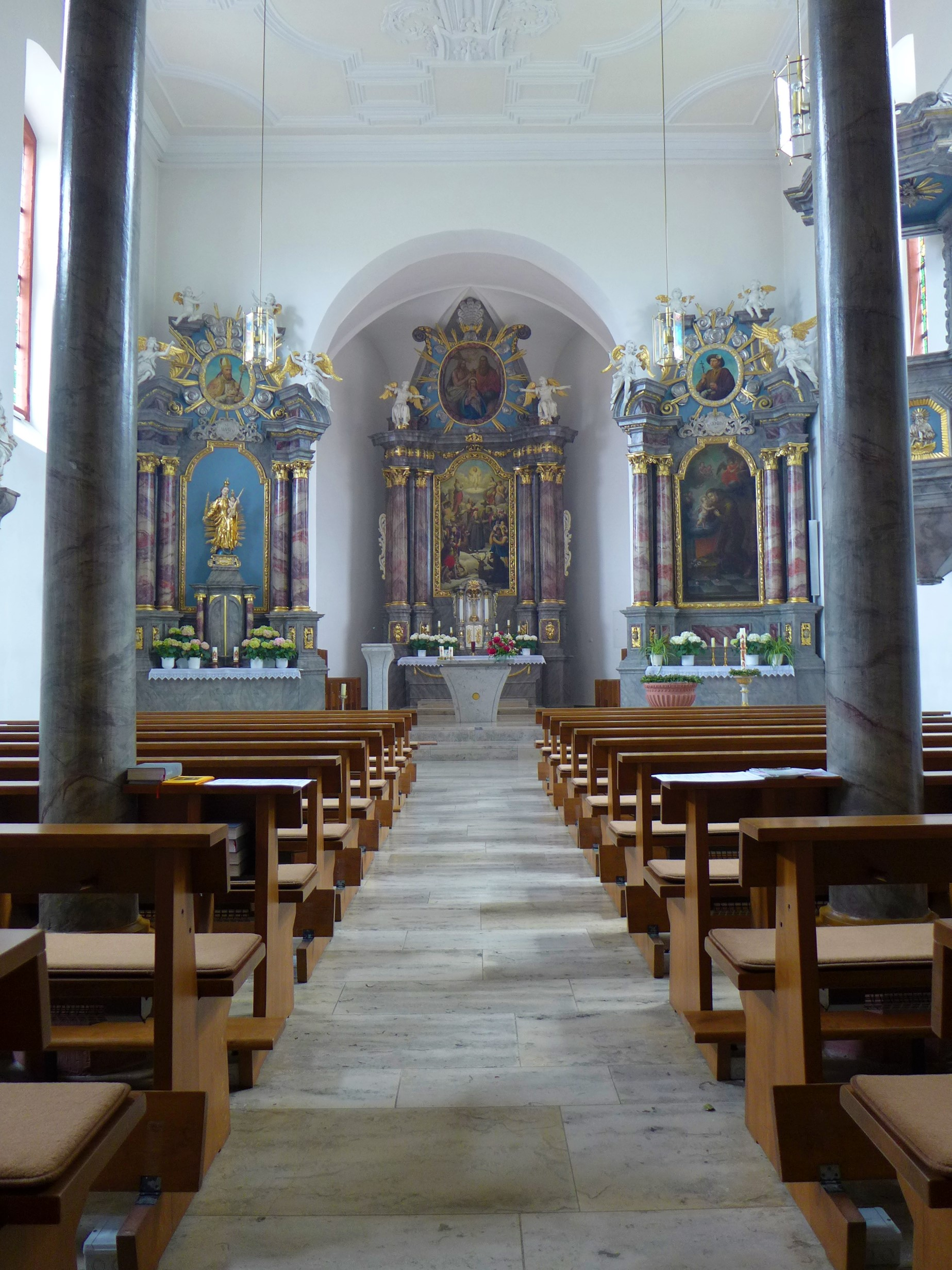
Langhaus mit Blick auf den Chorraum

Die Saalkirche wurde 1712/13 erbaut. Sie besteht aus einem Langhaus aus drei Jochen und einem eingezogenen Chor aus einem Joch mit dreiseitigem Abschluss im Osten unter einem gemeinsamen Satteldach, aus dem sich ein quadratischer, schiefergedeckter Dachreiter erhebt, der die Turmuhr und den Glockenstuhl beherbergt, und mit einer Welschen Haube bedeckt ist und den Giebel der Fassade im Westen ziert. Die an den Chor angebaute Sakristei wurde 1886 erneuert.